# Cri Stellweg
Margaretha Hendrika (Cri) Stellweg (Nijmegen, 23 maart 1922 – 's-Hertogenbosch, 26 november 2006) was een Nederlands schrijfster. Onder het pseudoniem Saartje Burgerhart schreef ze meer dan 25 jaar een column voor de Volkskrant.

## Loopbaan
Stellweg groeide op in Den Haag. Op zestienjarige leeftijd al schreef ze een roman, maar die was niet voor publicatie bedoeld. Ook schreef ze veel brieven. Haar vader vond daarom dat ze maar eens bij een krant moest proberen aan de slag te komen. Eerst werkte ze enige tijd voor het ANWB-blad Kampioen, daarna bij de Arnhemse Courant en in de jaren 1950 bij de socialistische krant Het Vrije Volk.
In 1961 werd ze door Joop Lücker, de toenmalige hoofdredacteur van de Volkskrant, gevraagd een column te schrijven voor dat toen nog rooms-katholieke dagblad. Omdat hij meende dat een schrijfster met een verleden bij een socialistische krant moeilijk geaccepteerd zou worden bedacht hij voor haar het pseudoniem Saartje Burgerhart. Haar columns verschenen meer dan vijfentwintig jaar in de krant; bundelingen van die stukken verschenen later onder dat pseudoniem, later ook onder haar eigen naam.
Na haar vertrek bij de krant, in 1987, schreef ze nog een aantal boeken die een breed publiek bereikten. Haar belangrijkste thema's waren ouder worden en de dood. Een veelgelezen boek over thuis sterven is Deze aarde verlaten.
Cri Stellweg overleed op 84-jarige leeftijd na een ziekte van enkele maanden.

## Beknopte bibliografie
- 1982 – Kleinkinderen
- 1995 – Het omaboek: verhalen en gedichten over grootmoeders uit de wereldliteratuur (samen met Heleen Swildens)
- 1996 – Ik maak je een graf van letters
- 1997 – Deze aarde verlaten
- 1998 – Iedereen is tegenwoordig jonger dan ik
- 2002 – Ontbijten in je eentje
- 2003 – Grootmoeder
- 2003 – Er zijn te veel Japanners in Japan (Reisverhalen, in een andere versie eerder verschenen in Avenue tussen 1970-1977)

- Bibliothèque nationale de France: cb13338177h (data)
- Digitale Bibliotheek voor de Nederlandse Letteren: stel013
- Gemeinsame Normdatei: 1016964277
- International Standard Name Identifier: 0000 0001 3969 6103
- Library of Congress Control Number: no2011162612
- Nederlandse Thesaurus van Auteursnamen: 070852820
- Système universitaire de documentation: 035810769
- Virtual International Authority File: 187362976
- WorldCat: E39PBJrcpJFGQMjmC7JYR6Hgrq